# Gran Premio di Spagna 2016
Il Gran Premio di Spagna 2016 è la quinta prova della stagione 2016 del campionato mondiale di Formula 1. La gara si è disputata domenica 15 maggio 2016 sul circuito di Catalogna a Montmeló ed è stata vinta dall'olandese Max Verstappen su Red Bull Racing-TAG Heuer, al suo primo successo nel mondiale. Verstappen ha preceduto sul traguardo il finlandese Kimi Räikkönen e il tedesco Sebastian Vettel, entrambi su Ferrari.

## Vigilia

### Aspetti tecnici
La Pirelli, fornitrice unica degli pneumatici, annuncia che, per il Gran Premio, fornirà coperture di mescola morbida, media e dura. Per la Q3 è assegnato un extraset di gomme morbide, che andrà restituito al termine delle qualifiche mentre sarà a disposizione per la gara per tutti gli altri piloti.
La Federazione Internazionale dell'Automobile stabilisce, per questa gara, due zone di attivazione del Drag Reduction System: la prima lungo il rettilineo principale, con punto per la determinazione del distacco fra piloti posto prima dell'ultima curva, mentre la seconda zona è indicata tra la curva 9 (Campsa) e la curva 10 (La Caixa), con detection point fissato prima della curva 9.
La Renault fornisce a Jolyon Palmer un nuovo telaio per la gara. La Force India fa esordire la VJM09-Spec B, versione aggiornata della monoposto finora utilizzata in stagione. Essa viene impiegata da Sergio Pérez. La Ferrari rifornisce anche le squadre clienti, Haas e Sauber, del motore evoluto, presentato per la prima volta in Russia. L'altra scuderia rifornita dalla Ferrari, la Toro Rosso, prosegue a utilizzare il motore con specifiche 2015. La Mercedes fornisce a Lewis Hamilton una nuova versione di una delle componenti della sua power unit, ovvero la MGU-H, mentre sulla vettura di Nico Rosberg sono installati il secondo motore a combustione interna e la seconda MGU-K dell'anno.

### Aspetti sportivi
Da questa gara vi è uno scambio di piloti tra la Red Bull Racing e la Scuderia Toro Rosso: il russo Daniil Kvjat torna alla scuderia italiana, dove aveva corso nel 2014, mentre Max Verstappen passa alla scuderia angloaustriaca.
Martin Donnelly è nominato quale commissario aggiunto per il gran premio. L'ex pilota di F1 ha svolto già in passato tale funzione, l'ultima volta nel Gran Premio di Singapore 2015.
Per la prima sessione di prove Esteban Ocon sostituisce, alla Renault, Jolyon Palmer. Il francese aveva già disputato le prove libere del Gran Premio di Abu Dhabi 2014.

## Prove

### Resoconto
Nella prima sessione di prove libere la classifica è comandata dal duo della Ferrari, con Sebastian Vettel che precede il compagno di scuderia Kimi Räikkönen di poco più di un decimo. Räikkönen ha dovuto interrompere anzitempo le sue prove per un problema al retrotreno, mentre Vettel non ha potuto effettuare una prova di partenza, al termine della sessione, in quanto il semaforo era già rosso. A seguire si posizionano i due piloti della Mercedes, seguiti dai due della Red Bull. Le Ferrari hanno utilizzato gomme di tipo morbido, mentre la scuderia tedesca ha fatto testare gomme medie. Esteban Ocon ha concluso solo 6 giri, senza riuscire però a fare segnare un tempo valido.
Nico Rosberg si pone al primo posto nella lista dei tempi nella seconda sessione di libere. Il tedesco è l'unico pilota a scendere sotto il minuto e ventiquattro secondi; precede Kimi Räikkönen di circa due decimi, e di sette l'altro pilota della Mercedes, Lewis Hamilton. Il finlandese è stato bloccato a lungo nei box per un problema all'alimentazione e non ha potuto dare vita alla simulazione di gara prevista per tale sessione, come ha fatto il compagno di scuderia Vettel che, solo quarto nella classifica dei tempi migliori, è parso più competitivo sul passo di gara. La sessione è stata interrotta dopo una foratura sulla monoposto di Jolyon Palmer, per consentire ai commissari di provvedere alla pulizia del tracciato.
Rosberg si è confermato come il più rapido anche nella sessione del sabato. Il tedesco ha preceduto nuovamente Lewis Hamilton, staccato di circa un decimo. Al terzo posto di è classificato Vettel, solo ventuno millesimi più lento del campione del mondo. Rosberg, nell'ultimo quarto d'ora di sessione, è stato richiamato ai box per un probabile problema al propulsore, poi risolto sostituendo un sensore.

### Risultati
Nella prima sessione del venerdì si è avuta questa situazione:
| Pos | Nº | Pilota           | Costruttore | Tempo    | Gap    | Giri |
| --- | -- | ---------------- | ----------- | -------- | ------ | ---- |
| 1   | 5  | Sebastian Vettel | Ferrari     | 1'23"951 |        | 22   |
| 2   | 7  | Kimi Räikkönen   | Ferrari     | 1'24"089 | +0"138 | 18   |
| 3   | 6  | Nico Rosberg     | Mercedes    | 1'24"454 | +0"503 | 34   |

Nella seconda sessione del venerdì si è avuta questa situazione:
| Pos | Nº | Pilota         | Costruttore | Tempo    | Gap    | Giri |
| --- | -- | -------------- | ----------- | -------- | ------ | ---- |
| 1   | 6  | Nico Rosberg   | Mercedes    | 1'23"922 |        | 35   |
| 2   | 7  | Kimi Räikkönen | Ferrari     | 1'24"176 | +0"254 | 31   |
| 3   | 44 | Lewis Hamilton | Mercedes    | 1'24"641 | +0"719 | 27   |

Nella sessione del sabato mattina si è avuta questa situazione:
| Pos | Nº | Pilota           | Costruttore | Tempo    | Gap    | Giri |
| --- | -- | ---------------- | ----------- | -------- | ------ | ---- |
| 1   | 6  | Nico Rosberg     | Mercedes    | 1'23"078 |        | 15   |
| 2   | 44 | Lewis Hamilton   | Mercedes    | 1'23"204 | +0"126 | 11   |
| 3   | 5  | Sebastian Vettel | Ferrari     | 1'23"225 | +0"147 | 16   |

## Qualifiche

### Resoconto
Nella prima parte delle qualifiche le Mercedes mettono subito a segno dei tempi irraggiungibili per gli altri piloti. Nico Rosberg è il più rapido, e precede Lewis Hamilton di due decimi; il terzo è Max Verstappen, staccato di mezzo secondo. Negli ultimi minuti si accede la battaglia per il passaggio alla fase successiva: Felipe Massa prende la bandiera a scacchi prima del suo ultimo tentativo ed è eliminato, non potendo migliorare la sua prestazione negli ultimi secondi come fatto da Nicolas Hülkenberg, Romain Grosjean e Jenson Button, che spinge fuori dalla Q2 anche Jolyon Palmer. Oltre al brasiliano e al pilota della Renault, sono eliminati i piloti di Sauber e Manor.
In Q2 le Mercedes escono subito in pista per evitare il traffico degli ultimi minuti, e non soffrire per l'aumento delle temperature che hanno un effetto negativo sui tempi. In questa fase Hamilton sopravanza Rosberg. Subito dietro vi è una sfida tra le Ferrari e le Red Bull, divise da pochi decimi. All'ultimo tentativo Nicolas Hülkenberg toglie il decimo tempo a Button, per poi essere superato dal compagno di squadra Pérez: non passano alla fase finale, oltre al britannico e al tedesco, nemmeno le due Haas, poi Kevin Magnussen e Daniil Kvjat.
Nella fase finale Lewis Hamilton sporca il suo primo tentativo con un bloccaggio delle ruote, tanto che Nico Rosberg batte il suo tempo di quasi un secondo, così come Max Verstappen, che si pone al secondo posto. Tranne le due Ferrari, tutti gli altri piloti decidono di concentrarsi per un solo tentativo. Daniel Ricciardo scavalca Hamilton, che però risponde con un 1'22 netto, che gli vale la terza pole position in stagione. Rosberg è secondo, mentre la seconda e terza fila sono monopolizzate, rispettivamente, dal duo della Red Bull e da quello della Ferrari.
Hamilton ottiene la sua cinquantaduesima partenza al palo, nel mondiale, l'undicesima consecutiva per la Mercedes.

### Risultati
Nella sessione di qualifica si è avuta questa situazione:
| Pos                         | Nº | Pilota             | Costruttore               | Q1       | Q2       | Q3       | Griglia |
| --------------------------- | -- | ------------------ | ------------------------- | -------- | -------- | -------- | ------- |
| 1                           | 44 | Lewis Hamilton     | Mercedes                  | 1'23"214 | 1'22"159 | 1'22"000 | 1       |
| 2                           | 6  | Nico Rosberg       | Mercedes                  | 1'23"002 | 1'22"759 | 1'22"280 | 2       |
| 3                           | 3  | Daniel Ricciardo   | Red Bull Racing-TAG Heuer | 1'23"749 | 1'23"585 | 1'22"680 | 3       |
| 4                           | 33 | Max Verstappen     | Red Bull Racing-TAG Heuer | 1'23"578 | 1'23"178 | 1'23"087 | 4       |
| 5                           | 7  | Kimi Räikkönen     | Ferrari                   | 1'23"796 | 1'23"504 | 1'23"113 | 5       |
| 6                           | 5  | Sebastian Vettel   | Ferrari                   | 1'24"124 | 1'23"688 | 1'23"334 | 6       |
| 7                           | 77 | Valtteri Bottas    | Williams-Mercedes         | 1'24"251 | 1'24"023 | 1'23"522 | 7       |
| 8                           | 55 | Carlos Sainz Jr.   | STR-Ferrari               | 1'24"496 | 1'24"077 | 1'23"643 | 8       |
| 9                           | 11 | Sergio Pérez       | Force India-Mercedes      | 1'24"698 | 1'24"003 | 1'23"782 | 9       |
| 10                          | 14 | Fernando Alonso    | McLaren-Honda             | 1'24"578 | 1'24"192 | 1'23"981 | 10      |
| 11                          | 27 | Nicolas Hülkenberg | Force India-Mercedes      | 1'24"463 | 1'24"203 | N.D.     | 11      |
| 12                          | 22 | Jenson Button      | McLaren-Honda             | 1'24"583 | 1'24"348 | N.D.     | 12      |
| 13                          | 26 | Daniil Kvjat       | STR-Ferrari               | 1'24"696 | 1'24"445 | N.D.     | 13      |
| 14                          | 8  | Romain Grosjean    | Haas-Ferrari              | 1'24"716 | 1'24"480 | N.D.     | 14      |
| 15                          | 20 | Kevin Magnussen    | Renault                   | 1'24"669 | 1'24"625 | N.D.     | 15      |
| 16                          | 21 | Esteban Gutiérrez  | Haas-Ferrari              | 1'24"406 | 1'24"778 | N.D.     | 16      |
| 17                          | 30 | Jolyon Palmer      | Renault                   | 1'24"903 | N.D.     | N.D.     | 17      |
| 18                          | 19 | Felipe Massa       | Williams-Mercedes         | 1'24"941 | N.D.     | N.D.     | 18      |
| 19                          | 9  | Marcus Ericsson    | Sauber-Ferrari            | 1'25"202 | N.D.     | N.D.     | 19      |
| 20                          | 12 | Felipe Nasr        | Sauber-Ferrari            | 1'25"579 | N.D.     | N.D.     | 20      |
| 21                          | 94 | Pascal Wehrlein    | Manor-Mercedes            | 1'25"745 | N.D.     | N.D.     | 21      |
| 22                          | 88 | Rio Haryanto       | Manor-Mercedes            | 1'25"939 | N.D.     | N.D.     | 22      |
| Tempo limite 107%: 1'28"812 |    |                    |                           |          |          |          |         |

In grassetto sono indicate le migliori prestazioni in Q1, Q2 e Q3.

## Gara

### Resoconto
Lewis Hamilton viene superato, al via, da Nico Rosberg, mentre, più dietro Sebastian Vettel passa Max Verstappen. Poco dopo però il ferrarista è ripassato sia dall'olandese che da Carlos Sainz Jr.. Giunti alla Repsol Hamilton cerca di ripassare Rosberg, che chiude però la traiettoria al britannico. La vettura esce dal tracciato e, ormai senza controllo, colpisce la parte posteriore della macchina di Rosberg: entrambi finiscono nella via di fuga e si ritirano. Viene interrotta così una striscia di 10 vittorie consecutive per una Mercedes. La direzione di gara invia in pista la safety car, con la classifica che vede al comando le due Red Bull di Daniel Ricciardo e Max Verstappen, seguite da Sainz e dalle due Ferrari.
Dopo tre giri con la vettura di sicurezza in pista la gara riprende regolarmente: Sainz resiste per diversi giri all'assalto di Vettel, ma deve cedere all'ottavo giro. Ancora due passaggi e lo spagnolo è passato anche dall'altro ferrarista, Kimi Räikkönen. Ricciardo si ferma, la prima volta al dodicesimo giro, passa a condurre Verstappen, che diventa il più giovane, in assoluto, nella storia del mondiale, ad avere condotto una gara. Il giro seguente vanno al cambio gomme sia l'olandese che Räikkönen, mentre Vettel attende fino al sedicesimo passaggio.
La graduatoria rimane invariata: dopo le due coppie di piloti di Red Bull e Ferrari si posiziona Valtteri Bottas, che ha passato Sainz al pit stop. Lo spagnolo è sesto, davanti a Sergio Pèrez e il duo della McLaren. In questa fase le due Ferrari si avvicinano al duo al comando, ma Vettel non trova lo spunto per passare Verstappen. Al giro 29 Nicolas Hülkenberg si ritira, con il motore in fiamme, ma riesce a posteggiare la vettura in un'ampia via di fuga, senza costringere la direzione di gara a mandare in pista di nuovo la safety car.
Nello stesso passaggio vi è la seconda sosta per Daniel Ricciardo, che monta gomme morbide, seguito, il giro dopo, da Sebastian Vettel, che segue la stessa strategia. Gli altri due battistrada, Verstappen e Räikkönen si fermano tra il trentacinquesimo e trentaseiesimo giro, optando per gomme dure. Al giro 38 altra sosta per Vettel, che passa, anch'egli, alle gomme dure. Il tedesco rientra quarto in pista.
Ricciardo effettua la sua ultima fermata al giro 44, scendendo in quarta posizione. Al comando ritorna così Verstappen, inseguito da vicino da Kimi Räikkönen. Il finlandese cerca di passare il pilota della Red Bull, così come, dietro, anche Ricciardo tenta di strappare a Vettel la terza posizione. L'australiano attacca il tedesco alla prima staccata in diverse occasioni, ma senza trovare lo spazio necessario. La gomma posteriore sinistra della Red Bull cede e Ricciardo è costretto a un'ulteriore sosta all'ultimo giro, senza che però ciò gli costi la quarta posizione.
Max Verstappen vince per la prima volta in F1, alla sua prima gara con la Red Bull; è il primo pilota dei Paesi Bassi a riuscire nell'impresa e, a 18 anni, 7 mesi e 15 giorni, è sia il più giovane vincitore che il più giovane a essere salito sul podio in assoluto nella storia del mondiale, strappando così il record fatto segnare da Sebastian Vettel nel Gran Premio d'Italia 2008. Verstappen è anche il decimo pilota diverso a vincere il Gran Premio di Spagna, nelle ultime dieci edizioni, nonché il primo ad aggiudicarsi una gara portando il numero 33. Questa rappresenta anche la prima vittoria per una monoposto motorizzata TAG Heuer, pur essendo questo, di fatto, un motore Renault ribattezzato con il nome dell'azienda elvetica, mentre la Red Bull torna al successo per la prima volta dal Gran Premio del Belgio 2014. Daniil Kvjat ha fatto segnare il giro veloce, il primo per lui e per la Toro Rosso. L'ultimo russo a riuscire in quest'impresa è stato Vitalij Petrov nel Gran Premio di Turchia 2010. Verstappen e Kvjat sono anche i primi due piloti a riuscire ad andare a punti con due scuderie diverse, nella stessa stagione, dal 2007, quando vi era riuscito Sebastian Vettel.

### Risultati
I risultati del Gran Premio sono i seguenti:
| Pos | Nº | Pilota             | Costruttore          | Giri | Tempo/Ritiro              | Griglia | Punti |
| --- | -- | ------------------ | -------------------- | ---- | ------------------------- | ------- | ----- |
| 1   | 33 | Max Verstappen     | Red Bull-TAG Heuer   | 66   | 1h41'40"017               | 4       | 25    |
| 2   | 7  | Kimi Räikkönen     | Ferrari              | 66   | +0"616                    | 5       | 18    |
| 3   | 5  | Sebastian Vettel   | Ferrari              | 66   | +5"581                    | 6       | 15    |
| 4   | 3  | Daniel Ricciardo   | Red Bull-TAG Heuer   | 66   | +43"950                   | 3       | 12    |
| 5   | 77 | Valtteri Bottas    | Williams-Mercedes    | 66   | +45"271                   | 7       | 10    |
| 6   | 55 | Carlos Sainz Jr.   | STR-Ferrari          | 66   | +1'01"395                 | 8       | 8     |
| 7   | 11 | Sergio Pérez       | Force India-Mercedes | 66   | +1'19"538                 | 9       | 6     |
| 8   | 19 | Felipe Massa       | Williams-Mercedes    | 66   | +1'20"707                 | 18      | 4     |
| 9   | 22 | Jenson Button      | McLaren-Honda        | 65   | +1 giro                   | 12      | 2     |
| 10  | 26 | Daniil Kvjat       | STR-Ferrari          | 65   | +1 giro                   | 13      | 1     |
| 11  | 21 | Esteban Gutiérrez  | Haas-Ferrari         | 65   | +1 giro                   | 16      |       |
| 12  | 9  | Marcus Ericsson    | Sauber-Ferrari       | 65   | +1 giro                   | 19      |       |
| 13  | 30 | Jolyon Palmer      | Renault              | 65   | +1 giro                   | 17      |       |
| 14  | 12 | Felipe Nasr        | Sauber-Ferrari       | 65   | +1 giro                   | 20      |       |
| 15  | 20 | Kevin Magnussen    | Renault              | 65   | +1 giro                   | 15      |       |
| 16  | 94 | Pascal Wehrlein    | Manor-Mercedes       | 65   | +1 giro                   | 21      |       |
| 17  | 88 | Rio Haryanto       | Manor-Mercedes       | 65   | +1 giro                   | 22      |       |
| Rit | 8  | Romain Grosjean    | Haas-Ferrari         | 56   | Power Unit                | 14      |       |
| Rit | 14 | Fernando Alonso    | McLaren-Honda        | 45   | Power Unit                | 10      |       |
| Rit | 27 | Nicolas Hülkenberg | Force India-Mercedes | 20   | Power Unit                | 11      |       |
| Rit | 44 | Lewis Hamilton     | Mercedes             | 0    | Collisione con N.Rosberg  | 1       |       |
| Rit | 6  | Nico Rosberg       | Mercedes             | 0    | Collisione con L.Hamilton | 2       |       |

## Classifiche mondiali

### Piloti
| Pos | Pilota             | Punti |
| --- | ------------------ | ----- |
| 1   | Nico Rosberg       | 100   |
| 2   | Kimi Räikkönen     | 61    |
| 3   | Lewis Hamilton     | 57    |
| 4   | Sebastian Vettel   | 48    |
| 5   | Daniel Ricciardo   | 48    |
| 6   | Max Verstappen     | 38    |
| 7   | Felipe Massa       | 36    |
| 8   | Valtteri Bottas    | 29    |
| 9   | Daniil Kvjat       | 22    |
| 10  | Romain Grosjean    | 22    |
| 11  | Carlos Sainz Jr.   | 12    |
| 12  | Fernando Alonso    | 8     |
| 13  | Sergio Pérez       | 8     |
| 14  | Kevin Magnussen    | 6     |
| 15  | Nicolas Hülkenberg | 6     |
| 16  | Jenson Button      | 3     |
| 17  | Stoffel Vandoorne  | 1     |

### Costruttori
| Pos | Costruttore               | Punti |
| --- | ------------------------- | ----- |
| 1   | Mercedes                  | 157   |
| 2   | Ferrari                   | 109   |
| 3   | Red Bull Racing-TAG Heuer | 94    |
| 4   | Williams-Mercedes         | 65    |
| 5   | STR-Ferrari               | 26    |
| 6   | Haas-Ferrari              | 22    |
| 7   | Force India-Mercedes      | 14    |
| 8   | McLaren-Honda             | 12    |
| 9   | Renault                   | 6     |

## Decisioni della FIA
Al termine della gara Kevin Magnussen è stato penalizzato di dieci secondi sul tempo totale e di due punti sulla Superlicenza, per avere effettuato una manovra di sorpasso, giudicata scorretta, ai danni di Jolyon Palmer, nel corso delle fasi finali del gran premio. Carlos Sainz Jr. ha subito una reprimenda, da parte dei commissari, per avere lasciato la pit lane, al momento dello schieramento, quando il semaforo era ancora rosso.
I due piloti della Mercedes, protagonisti di un contatto nel primo giro, non sono stati sanzionati in quanto Nico Rosberg ha giustificato il suo scarto verso destra per la necessità di effettuare delle regolazioni al volante, mentre la manovra di Lewis Hamilton non è stata considerata come errata, avendo il pilota britannico in parte affiancato la vettura del compagno di team.